# Sign in Please
Albums de Autograph
That's the Stuff
(1985)
Sign in Please est le premier album studio du groupe Autograph publié en octobre 1984 et produit par Neil Kernon. Classé n°29 le 30 mars 1985 dans le Billboard 200, cet album a été certifié disque d'or aux États-Unis par la RIAA, ce qui représente plus de 500 000 exemplaires vendus. Cet album contient la plus célèbre chanson du groupe : Turn Up the Radio, classé n°29 dans le Billboard Hot 100 le 16 mars 1985.

Deux titres de l'album apparaissent dans la bande son de Grand Theft Auto (jeu vidéo) : Turn Up the Radio dans GTA Vice City sur la station V-Rock et All I'm Gonna Take dans GTA Vice City Stories.

## Liste des pistes
1. Send Her to Me 3:54 (S.Plunkett, D.Foxworthy)
2. Turn up the Radio 4:58 (S.Plunkett, R.Rand, S.Lynch, K.Richards, S.Isham)
3. Night Teen & Non-Stop 4:15 (S.Plunkett, D.Foxworthy)
4. Cloud 10 3:33 (S.Plunkett, D.Foxworthy)
5. Deep End 4:14 (S.Plunkett)
6. My Girlfriend's Boyfriend Isn't Me 3:31 (S.Plunkett, D.Foxworthy, S.Isham)
7. Thrill of Love 3:56 (????)
8. Friday 4:10 (????)
9. In the Night 3:53 (S.Plunkett, R. Schuchart)
10. All I'm Gonna Take 5:41 (S.Plunkett, S.Lynch)

## Singles
- 1984: Turn Up the Radio
- 1984: Send Her To Me
- 1985: Night Teen & Non-Stop
- 1985: My Girlfriend's Boyfriend Isn't Me

## Formation
- Steve Plunkett: Chants & Guitare Rythmique
- Steve Lynch: Guitare solo
- Randy Rand: Basse
- Steven Isham: Claviers
- Keni Richards: Batterie